# Orthosia rosea
Orthosia rosea là một loài bướm đêm trong họ Noctuidae.